# Ґарфілд у кіно
«Ґарфілд у кіно» (англ. The Garfield Movie) — американський комп'ютерно-анімаційний комедійний фільм, заснований на однойменному коміксі Джима Девіса. Режисером фільму виступив Марк Діндал, продюсерами — компанії Columbia Pictures і Alcon Entertainment для яких фільм є їх першим анімаційним проектом з DNEG Animation, а дистриб'ютором стала Sony Pictures Releasing. Ролі озвучили Кріс Претт, Семюел Лірой Джексон, Вінг Реймс, Ніколас Голт, Ханни Веддінгем та Сесілі Стронг.
Прем'єра фільму в США відбулася 24 травня 2024 року компанією Sony Pictures Releasing.

## Ролі озвучували
- Кріс Претт — Гарфілд, цинічний і лінивий рудий смугастий кіт, який полюбляє лазанню і ненавидить понеділки
- Семюел Ел Джексон — Вік, батько Гарфілда
- Гарві Гіллен — Оді, дурнуватий жовтий пес і друг Гарфілда
- Ганна Ваддінгем — Джинкс
- Ніколас Голт — Джон Арбакл, власник Гарфілда та Оді
- Сесілі Стронг — Ліз Вілсон, ветеринар
- Вінг Реймс — Отто
- Бретт Ґолдштейн — Роланд
- Snoop Dogg — Снуп-кіт
- Енгус Клауд — Снікерс

### Український дубляж
Режисер дубляжу – Павло Скороходько, перекладач – Федір Сидорук, музична керівниця – Тетяна Піроженко,  звукорежисер – Михайло Угрин, координатор – Аліна Гаєвська.
Студія – Le Doyen
- Ґарфілд – Роман Чорний,
- Вік – Максим Кондратюк,
- Джинкс – Олена Узлюк,
- Джон – Володимир Дантес,
- Роланд – Григорій Герман,
- Нолан – Антон Мурафа,
- Отто – Михайло Кукуюк,
- Мардж – Тамара Морозова.

А також: Роман Молодій, Дмитро Рассказов, Олександр Чернов, Єлизавета Кучеренко, Марія Кокшайкіна, Кирило Татарченко, Вікторія Тишкевич, Рівка Яценко, Анастасія Гескіна, Олександра Ленченко, Лев Сівков, Михайло Пулянський.

## Виробництво
24 травня 2016 року було оголошено, що Alcon Entertainment розробляє новий комп'ютерно-анімаційний фільм про «Гарфілда» з продюсерами Джоном Коеном та Стівеном П. Вегнером за сценарієм Марка Торгова та Пола А. Каплана. Марк Діндал був призначений режисером фільму 12 листопада 2018 року, а підготовка до зйомок розпочалася наступного місяця. У серпні 2019 року Viacom набула прав на «Гарфілда», внаслідок чого статус фільму на той момент залишався невизначеним. Однак у грудні 2020 року Діндал підтвердив, що фільм все ще перебуває у виробництві. 1 листопада 2021 року Кріс Претт був оголошений озвучити персонажа Гарфілда, а анімація для фільму була надана DNEG Animation, студія візуальних ефектів та анімації, яка раніше брала участь над виробництвом анімаційного фільму " Невиправний Рон ". DNEG розроблятиме фільм разом з Alcon, а Sony Pictures Releasing збереже права на дистриб'юцію фільму по всьому світу, за винятком Китаю. Також було оголошено, що натомість сценарій напише сценарист Девід Рейнольдс який також працював над фільмом "У пошуках Немо ". Діндал і Рейнольдс також раніше разом працювали над діснеєвським анімаційним фільмом "Пригоди імператора ". Актор озвучування Френк Велкер, який озвучує Гарфілда з 2007 року, висловив розчарування тим, що з ним не зв'язалися для озвучення персонажа.
У травні 2022 року Семюел Ел Джексон приєднався до фільму в ролі батька Гарфілда, Віка. У серпні до акторського складу приєдналися Вінг Реймс, Ніколас Холт, Ханна Веддінгем та Сесілі Стронг.

## Прем'єра
Прем'єра фільму у США відбулася 24 травня 2024 року. Раніше його прем'єра було заплановано на 16 лютого 2024 року. Прем'єра в Україні 23 травня 2024 році.